# チャールズ・S・ハートマン
チャールズ・サンプソン・ハートマン(英語: Charles Sampson Hartman,  1861年3月1日 - 1929年8月3日)は、アメリカ合衆国・インディアナ州出身の政治家。所属政党は共和党、銀共和党、民主党。モンタナ州全州選挙区選出のアメリカ下院議員を通算3期務めた。

## 経歴・人物
インディアナ州モンティチェロで生まれたハートマンは公立学校を卒業後、ワバッシュ・カレッジで学んだ。
1882年1月、モンタナ州ボーズマンに移住。同地で法律を学び、1884年に弁護士資格を得て、個人開業した。1884年から1886年までギャラティン郡の遺言検認裁判官を務めた。1889年には、ギャラティン郡の代表として州憲法制定会議の議員を務めた。
1892年、ハートマンは共和党から下院議員選挙に立候補し、当選。1894年にも再選を果たすが、1896年選挙では銀共和党員として再選された。1898年選挙では立候補を辞退し、弁護士としての活動を再開した。
1900年に民主党に入党。1900年の民主党全国大会の代議員を務めた。1910年の第62回連邦議会で民主党員として立候補し、落選。1913年7月にエクアドルへの特命全権大使に任命され、1922年5月14日まで務めた。1926年にグレートフォールズに移り、弁護士業を再開した。1927年3月3日にモンタナ州第12司法地区の判事に任命された。その後、1928年に同地区の判事に選出され、1929年8月3日に亡くなるまで務めた。フォートベントンのリバーサイド墓地に埋葬された。